# Józef Heldenburg
Józef Schneider de Heldenburg (ur. 3 marca 1849 w Czerwonogrodzie, zm. 25 listopada 1921) – polski prawnik, prokurator, sędzia.

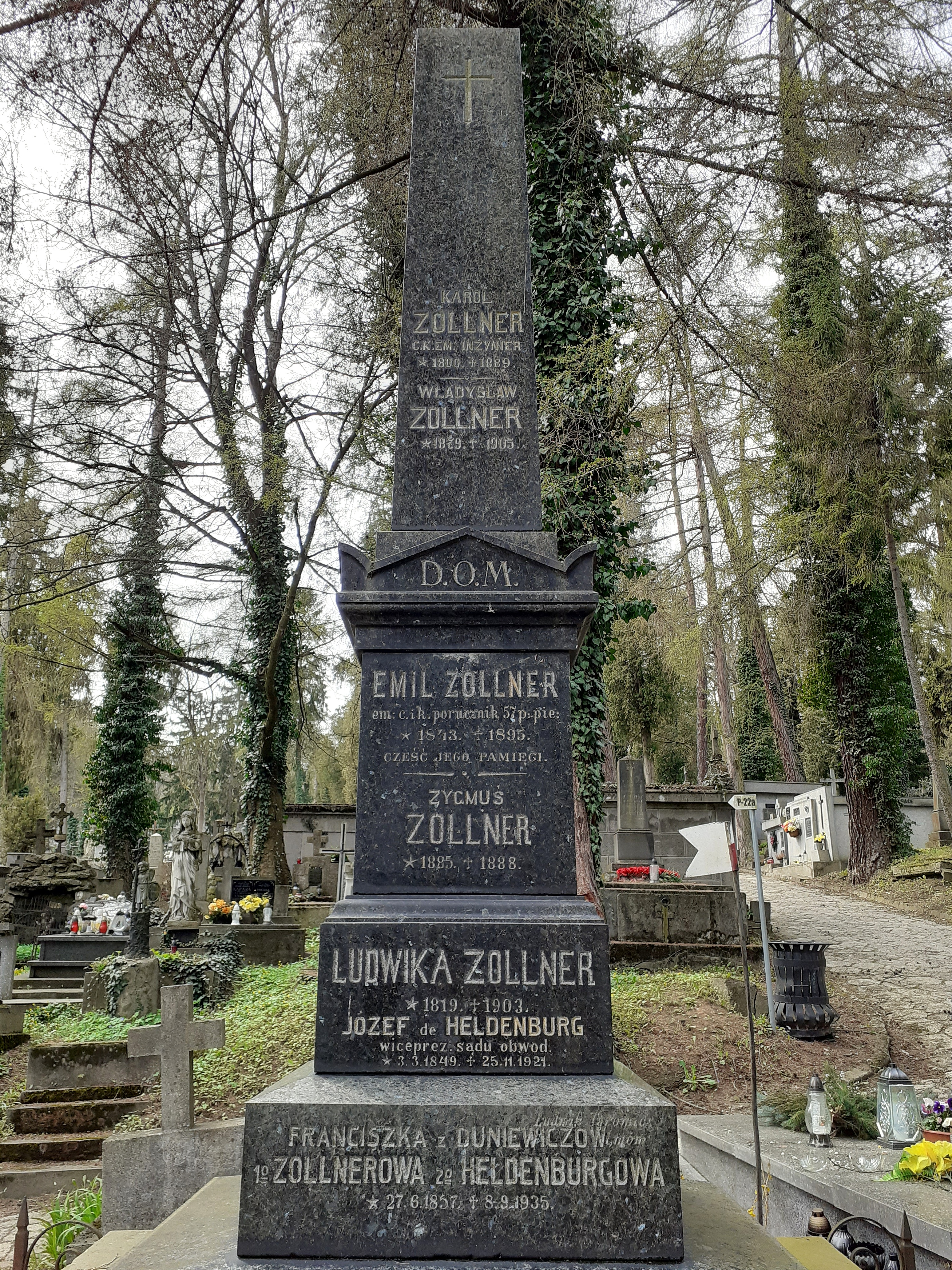
Grobowiec rodzinny Józefa Heldenburga

## Życiorys
Józef Schneider de Heldenburg urodził się w Czerwonogrodzie w 1849. Pochodził z austriackiego rodu Schneider von Heldenburg. Był wnukiem margrabiego Magnusa Schneidera juniora, synem Ignaza, pol. Ignacego Heldenburga (prawnik, od 1855 mandatariusz w Czortkowie, notariusz w Monasterzyskach) i Wiktorii Dunin-Kozickiej herbu Łabędź. Był bratem Wincentego (powstaniec styczniowy), Karola, Maksymiliana i Marii (po mężu Żdżańska).
Po ukończeniu studiów prawniczych w okresie zaboru austriackiego w ramach autonomii galicyjskiej wstąpił do służby wymiaru sprawiedliwości Austro-Węgier w 1872. Od tego roku był auskultantem wschodniej Galicji C. K. Wyższego Sądu Krajowego we Lwowie, od około 1874 był auskultantem przydzielony do C. K. Prokuratorii Państwa we Lwowie, od około 1875 był auskultantem w C. K. Sądzie Powiatowym w Cieszanowie. Od około 1876 był adjunktem i sędzią dla spraw drobnych w C. K. Sądzie Powiatowym w Łopatynie. Z posady adiunkta sądu powiatowego w Łopatynie w grudniu 1883 został mianowany adiunktem sądowym we Lwowie. Od około 1884 był adiunktem przy C. K. Sądzie Krajowym we Lwowie. Z tej posady w maju 1885 został mianowany na stanowisko zastępcą prokuratora w Brzeżanach i pełnił je w kolejnych latach. W sierpniu 1887 w charakterze zastępcy prokuratora został przeniesiony z Brzeżan do Lwowa i sprawował stanowisko zastępcy C. K. Prokuratora we Lwowie. Jako substytut prokuratorii we Lwowie w kwietniu 1892 został mianowany prokuratorem przy C. K. Sądzie Obwodowym w Sanoku. Stanowisko piastował w kolejnych latach (jego zastępcą był Adolf Czerwiński do 1895, a następnie Wacław Szomek). We wrześniu 1897 został mianowany wiceprezydentem C. K. Sądu Obwodowego w Brzeżanach i pełnił urząd w następnych latach. Od około 1902 do około 1907 był wiceprezydentem C. K. Sądu Obwodowego w Złoczowie. W styczniu 1908 odbyło się jego pożegnanie w Złoczowie w związku z przejściem na emeryturę, spowodowaną stanem zdrowia. Był także wiceprezydentem C. K. Sądu Obwodowego we Lwowie. Był sędzią stanu, otrzymał tytuł c. k. radcy dworu. Przed 1907 został odznaczony austro-węgierskim Medalem Jubileuszowym Pamiątkowym dla Cywilnych Funkcjonariuszów Państwowych.
Był aktywny na polu zawodowym, społecznym i kulturalnym. Był członkiem Towarzystwa Prawniczego we Lwowie, z którego występował w 1885 oraz w 1892, a 19 stycznia 1895 został wybrany członkiem wydział Towarzystwa Prawniczego w Sanoku. Był członkiem zwyczajnym Macierzy Szkolnej dla Księstwa Cieszyńskiego. Był członkiem sanockiego biura powiatowego Stowarzyszenia Czerwonego Krzyża mężczyzn i dam w Galicji. W czerwcu 1896 został wybrany członkiem wydziału Towarzystwa Pomocy Naukowej w Sanoku, następnie wybrany przewodniczącym tego gremium. Był działaczem Kółka Dramatyczno-Muzycznego w Sanoku, w którym 9 listopada 1895 został wybrany członkiem wydziału, a 20 stycznia 1897 został wybrany prezesem tegoż. W listopadzie 1895 został wybrany członkiem wydziału Towarzystwa Kasyna w Sanoku. Podczas pracy w Brzeżanach był zastępcą przewodniczącego koła Towarzystwa Nauczycieli Szkół Wyższych. Należał do towarzystw wspierających oświatę i sztukę we Lwowie i na obszarze Galicji. Był członkiem Zjednoczonego Towarzystwa Przyjaciół Sztuk Pięknych w Krakowie. W 1907 został członkiem założycielem Towarzystwa dla Popierania Nauki Polskiej we Lwowie.
Od 1892 był żonaty z wdową Gabrielą, córką Mikołaja Zielińskiego pochodzącą z Załoźców, primo voto Tołpaszewską (zmarła w Sanoku 22 lutego 1895 w wieku 46 lat na atak serca). Jako wdowiec ożenił się powtórnie, poślubiając wdowę Franciszkę z domu Duniewicz, po pierwszym mężu noszącą nazwisko Zollner (1857-1935). Pod jego opieką wychowywał się osierocony bratanek Wiktor Schneider de Heldenburg (1880-1941). Jako emerytowany radca dworu zamieszkiwał we Lwowie: przy ulicy Bonifratrów 2 (1909), przy ulicy S. Wyspiańskiego 11a (1912). Po wybuchu I wojny światowej w 1914 wraz z osobą towarzyszącą przebywał w Rodaun koło Wiedniu. W 1919 wraz z Franciszką Heldenburg przekazał biżuterię na rzecz Skarbu Polskiego.
Józef Schneider de Heldenburg zmarł w 1921. Został pochowany w grobowcu rodzin Zollnerów, Jabłońskich, Seifertów i Grandowskich na cmentarzu Głównym w Przemyślu (kwatera 10B, rząd 4, miejsce 22). Był spowinowacony z Heleną z Seifertów Jabłońską, autorką Dziennika z oblężonego Przemyśla (1914–1915).